# 2019 à la télévision
| Années de la télévision : 2016 - 2017 - 2018 - 2019 - 2020 - 2021 - 2022    |
| Décennies de la télévision : 1980 - 1990 - 2000 - 2010 - 2020 - 2030 - 2040 |

 (mai 2025).
Si vous disposez d'ouvrages ou d'articles de référence ou si vous connaissez des sites web de qualité traitant du thème abordé ici, merci de compléter l'article en donnant les références utiles à sa vérifiabilité et en les liant à la section « Notes et références ».
Cet article présente les faits marquants de l'année 2019 à la télévision.

## Événements
- 15 avril : un incendie s'est déclaré à la cathédrale Notre-Dame de Paris, les grandes chaînes françaises couvrent l'événement.
- 6 juin : commémorations du débarquement de Normandie: 75e anniversaire.
- Du 7 juin au 7 juillet : coupe du monde féminine de football en France.
- 15 juillet : diffusion du film inédit Le Roi lion au bout de 25 ans de sortie sur M6.
- 16 juillet : 
  - nouvel habillage pour les journaux de France 2 ;
  - Elle Girl TV cesse d'émettre.
- 2 septembre : intégration des chaînes du pôle télévision de Lagardère Active au sein du Groupe M6[1].

## Émissions
- 5 juillet : L'émission C'est au programme s'est arrêtée sur France 2.
- 25 août : Le journal télévisé Soir 3 s'arrête sur France 3.
- 26 août : Lancement d'un nouveau JT, le 23h, sur France Info en remplacement du Soir 3.
- 1er septembre : Stade 2 passe de France 2 à France 3.
- 2 septembre : Première diffusion de Clique sur Canal+, présenté par Mouloud Achour.
- 26 novembre : Première diffusion de Sur le front sur France 2, présenté par Hugo Clément[2].
- 8 décembre : Dernière diffusion des émissions pour la jeunesse Ludo et Zouzous, l'une sur France 3 et France 4, l'autre sur France 4 et France 5.
- 9 décembre : Création de la nouvelle offre jeunesse Okoo sur France 3, France 4 et France 5.

## Docufiction
- 9 mars : diffusion de L'Odyssée du loup de Vincent Steiger sur France 2[3].

## Documentaire
- 3 janvier : diffusion de Népal, par-delà les nuages d'Éric Valli sur France 5[4].

## Jeux télévisés
- 4 janvier : Diffusion de Big Bounce, la course de trampoline sur la chaîne TF1.
- 13 mai : Retour de la quotidienne de Qui veut gagner des millions ? sur TF1 avec Camille Combal.
- 31 août : L'émission Motus s'est arrêtée sur France 2.
- 8 novembre : Mask Singer, un nouveau jeu sur TF1 présenté par Camille Combal, apparaît en remplacement de Big Bounce.
- France 2 diffuse la 30e saison de son émission estivale Fort Boyard.

## Séries télévisées

### Diffusées dans les pays anglophones
- Diffusion de la saison 1 de Sex Education sur Netflix.
- Diffusion de la saison 1 de Euphoria sur HBO.
- Diffusion de la saison 2 de You sur Netflix.
- Diffusion de la saison 2 de The Punisher sur Netflix.
- Diffusion de la saison 3 de 13 Reasons Why sur Netflix.
- Diffusion de la troisième et dernière saison de Santa Clarita Diet sur Netflix.
- Diffusion de la saison 3 de True Detective sur HBO.
- Diffusion de la saison 3 de Stranger Things sur Netflix.
- Diffusion de la saison 3 et de la saison 4 de Riverdale sur The CW.
- Diffusion de la saison 5 de Black Mirror sur Netflix.
- Diffusion de la partie 2 de la saison 5 et de la saison 6 de Vikings sur History.
- Diffusion de la saison 6 de The 100 sur The CW.
- Diffusion de la huitième et dernière saison de Game of Thrones sur HBO (14 avril).
- Diffusion de la saison 9 de American Horror Story : 1984 sur FX.
- Diffusion des saisons 9 et 10 de The Walking Dead sur AMC.
- Diffusion de la saison 11 de la deuxième série Doctor Who sur BBC One.
- Diffusion de la douzième et dernière saison de The Big Bang Theory sur CBS.
- Diffusion des saisons 15 et 16 de Grey's Anatomy sur ABC.
- Diffusion de la saison 23 de South Park sur Comedy Central.
- Diffusion des saisons 30 et 31 des Simpson sur le réseau Fox.
- Diffusion de la saison 47 des Feux de l'Amour sur CBS.

### Diffusées en France
- Diffusion de la saison 3 de Miraculous, les aventures de Ladybug et Chat Noir sur TF1.
- Diffusion de la saison 1 de la nouvelle série Le Grand Bazar, sur M6.
- Diffusion de la saison 2 de Kally's Mashup sur Gulli.
- Diffusion de la saison 8 de Parents mode d'emploi. Cette série passe de France 2 à France 3.
- Diffusion de la saison 3 de Demain nous appartient sur TF1.
- Diffusion de la saison 2 de Un si grand soleil sur France 2.
- Diffusion de la saison 1 de Barbapapa en famille sur TF1 dans l'émission TFOU.